# Poly Bridge 2
Poly Bridge 2 is een simulatie - puzzelspel ontwikkeld en uitgegeven door Dry Cactus, met muziek gecomponeerd door Adrian Talens. Het is wereldwijd beschikbaar voor de Linux, macOS, Microsoft Windows, Android en iOS . het spel is uitgegeven in 28 mei 2020. Voorganger Poly Bridge stamt uit 2016 en opvolger Poly Bridge 3 is uitgegeven in 2023.

## Gameplay
Het doel van Poly Bridge 2 is om een brug te bouwen die voertuigen van plaats A naar plaats B kan brengen met materialen die binnen een beperkt budget beschikbaar zijn.  De game heeft zes verschillende werelden die elk uit 16 levels bestaan, samen met vijf bonus "uitdagingswerelden" die bestaan uit moeilijkere versies van de levels in de eerste vijf werelden, wat neerkomt op een totaal van 176 levels. 

## Soundtrack
Alle muziek is geschreven door Adrian Talens.
| 1.                   | Reconstruction                                   | 2:52 |
| 2.                   | Safe Travels                                     | 3:01 |
| 3.                   | All That Should Hold                             | 2:47 |
| 4.                   | Ahead of the Curve                               | 3:20 |
| 5.                   | Hometown Hills                                   | 3:48 |
| 6.                   | Taking Flight                                    | 4:46 |
| 7.                   | Almost Was Good Enough                           | 2:46 |
| 8.                   | Destinations                                     | 2:41 |
| 9.                   | Passports and Postcards                          | 4:36 |
| 10.                  | Across the Map                                   | 2:47 |
| 11.                  | Woodland Drive                                   | 2:33 |
| 12.                  | Royal Sunrise                                    | 3:52 |
| 13.                  | Rocky Roads                                      | 2:34 |
| 14.                  | Going Places (Poly Bridge 2 Version)             | 2:22 |
| 15.                  | Under Construction (Poly Bridge 2 Version)       | 3:11 |
| 16.                  | Field Trip (Poly Bridge 2 Version)               | 3:35 |
| 17.                  | On The Road (Poly Bridge 2 Version)              | 3:08 |
| 18.                  | Are We There Yet? (Poly Bridge 2 Version)        | 2:37 |
| 19.                  | Along For The Ride (Poly Bridge 2 Version)       | 2:43 |
| 20.                  | Countryside Song (Poly Bridge 2 Version)         | 4:06 |
| 21.                  | Campfire Dreams (Poly Bridge 2 Version)          | 3:06 |
| 22.                  | Fall Into Place (Poly Bridge 2 Version)          | 2:58 |
| 23.                  | Fingers Crossed (Poly Bridge 2 Version)          | 2:43 |
| 24.                  | Rest Area (Poly Bridge 2 Version)                | 4:56 |
| 25.                  | Cruise Control (Poly Bridge 2 Version)           | 2:58 |
| 26.                  | Other Side of the Bridge (Poly Bridge 2 Version) | 2:20 |
| 27.                  | Highway Driving (Poly Bridge 2 Version)          | 2:53 |
| 28.                  | Scenic Route (Poly Bridge 2 Version)             | 2:48 |
| 29.                  | River Crossing (Poly Bridge 2 Version)           | 3:13 |
| 30.                  | Pack Your Bags (Poly Bridge 2 Version)           | 3:42 |
| 31.                  | Station Wagon Sunset (Poly Bridge 2 Version)     | 3:09 |
| 32.                  | From Here to Somewhere (Poly Bridge 2 Version)   | 2:58 |
| Totale duur: 1:40:49 |                                                  |      |